# Barichneumon castoldii
Barichneumon castoldii är en stekelart som först beskrevs av Costa 1886.  Barichneumon castoldii ingår i släktet Barichneumon och familjen brokparasitsteklar. Inga underarter finns listade.